# لينوود (إلينوي)
لينوود (بالإنجليزية: Lynwood, Illinois)‏ هي قرية تقع في الولايات المتحدة في إلينوي. يقدر عدد سكانها بـ 9,007 نسمة .

## الموقع الجغرافي
الموقع الجغرافي للمناطق المحيطة بهذه النقطة هو كالتالي:

## أعلام
- بيير توماس